# Santa Reparata (Florenz)

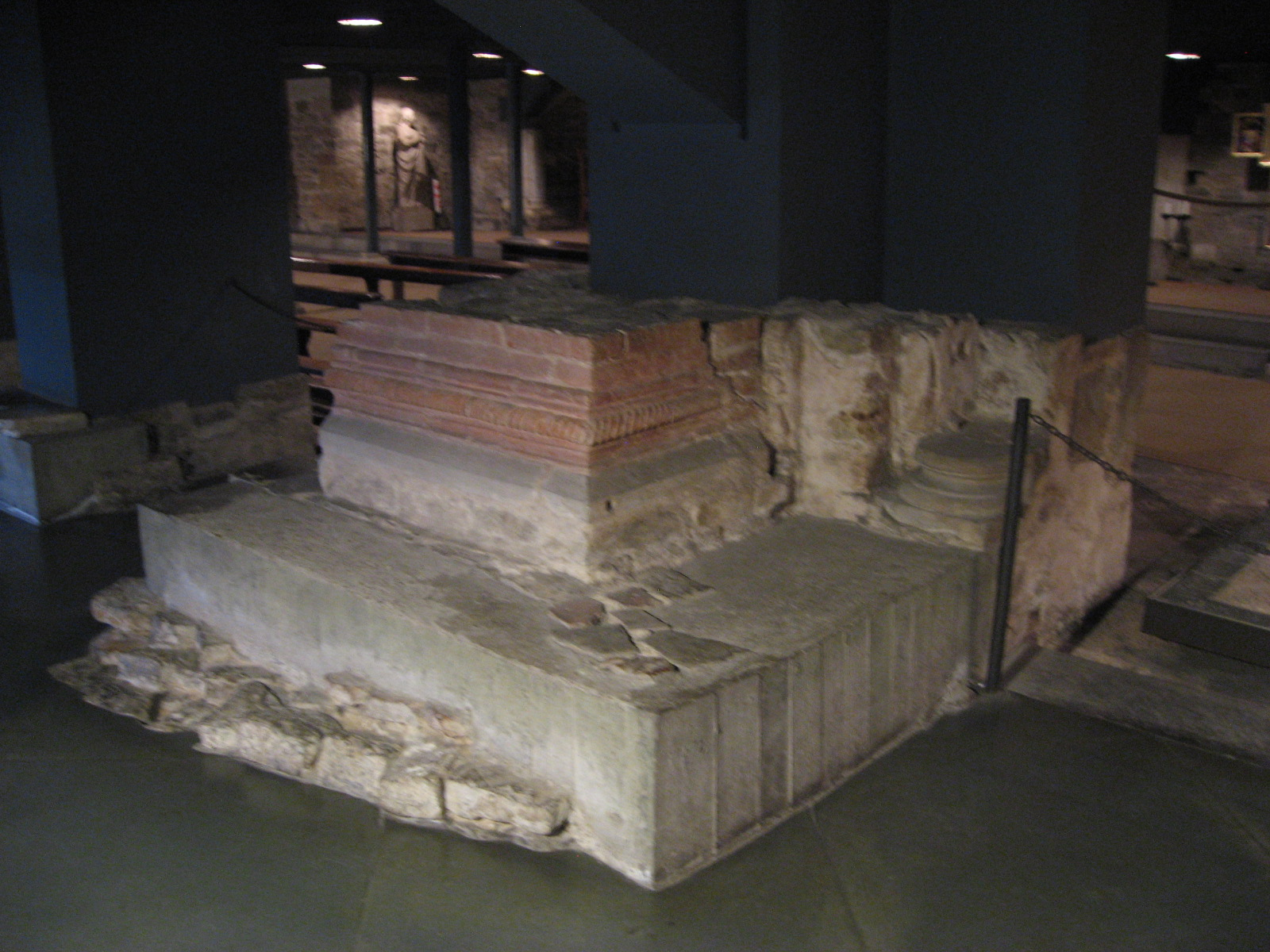
Reste der Kirche Santa Reparata unter der Kathedrale Santa Maria del Fiore in Florenz

Santa Reparata ist die frühere Kathedrale von Florenz, über der ab 1296 die heutige Kathedrale Santa Maria del Fiore errichtet wurde. Aufgrund einer Grabung in den Jahren 1971/72 konnte der Grundriss der Kirche rekonstruiert werden. Heute können die Reste Santa Reparatas vom rechten Seitenschiff des Domes aus besichtigt werden.

## Geschichte
Schon in heidnischen Zeiten gab es im Norden von Florenz ein Gebiet, das von den Christen genutzt wurde und das bis ins Mittelalter hinein das religiöse Zentrum der Stadt blieb. Ab dem 6. Jahrhundert wurde dann zwischen der Piazza dell'Olio und der Apsis des heutigen Duomo in Ost-West-Richtung ein Gebäudekomplex errichtet, heilige Achse (asse sacro) genannt, der traditionell, im Schutz der römischen Stadtmauern liegend, als Kultstätte der Spätantike angesehen wird. Dieser Gebäudekomplex umfasste den Bischofspalast, das Baptisterium San Giovanni, ein Hospital, ein Pastorat, einen Friedhof und drei Kirchen: San Salvatore al Vescovo, San Michele Visdomini und Santa Reparata, von denen letztere das wichtigste und vermutlich älteste Gebäude des Komplexes war. Nachdem die Überreste des heiligen Zenobius, Bischof von Florenz 398–429 und Patron der Stadt, hierher überführt worden waren (die Mehrzahl der Wissenschaftler datiert dies auf das 9. Jahrhundert), wurde Santa Reparata anstelle der Basilica di San Lorenzo zum neuen Sitz des Bischofs.

## Überlieferungen zum Ursprung der Kirche

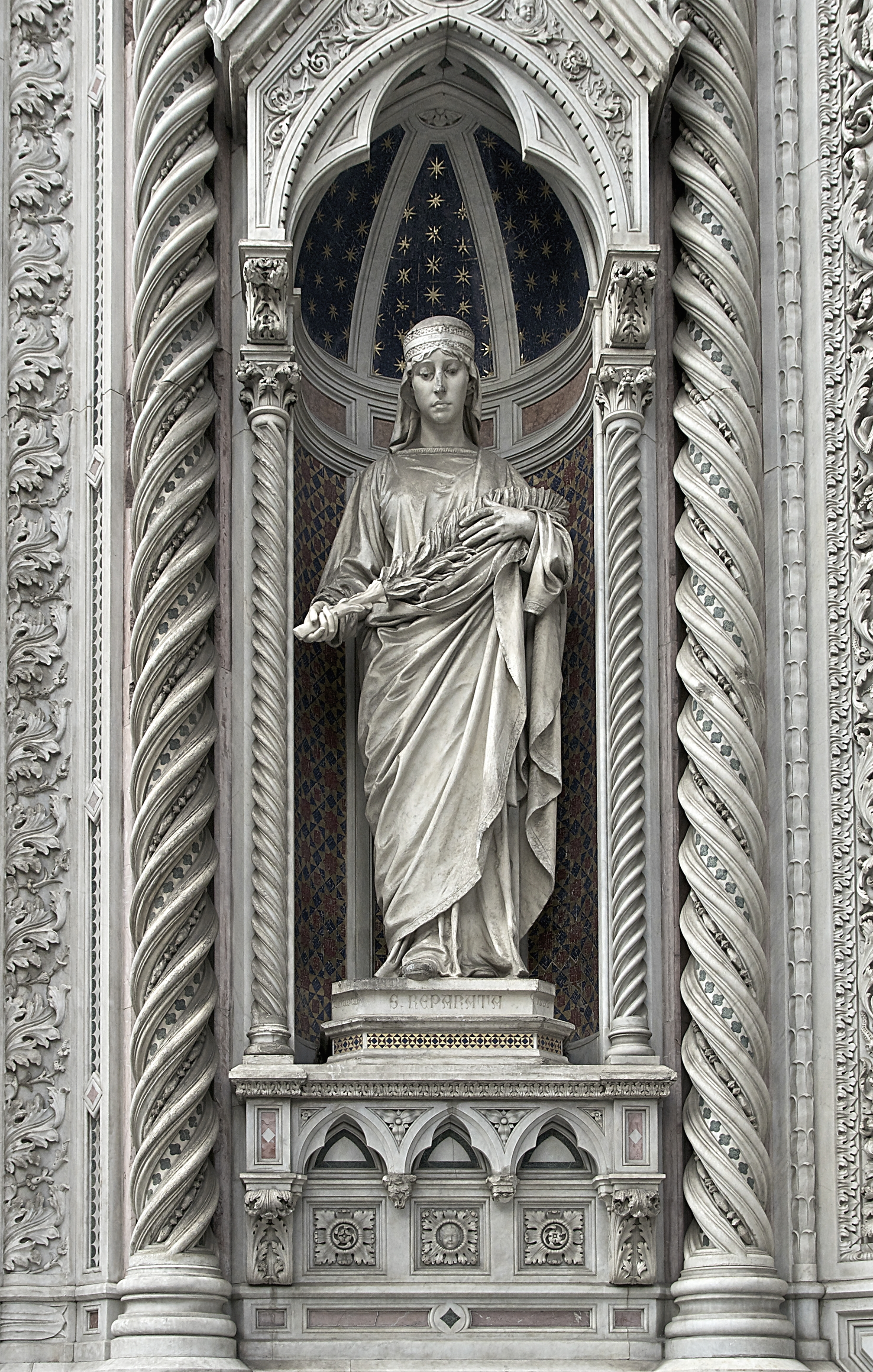
Statue der heiligen Reparata von Amalia Dupré am zentralen Portal der Kathedrale von Florenz

Die älteste Überlieferung bezieht sich auf die Invasion der Ostgoten unter Radagaisus (405/406):
- Santa Reparata wurde gebaut, um den Sieg über die Ostgoten am Tag der heiligen Reparata zu feiern, allerdings: der Tag der Heiligen ist der 8. Oktober, und der Sieg über die Ostgoten fand bereits im August 405 oder 406 statt. Eine Variante der Geschichte gibt an, die Kirche habe bereits vorher als San Salvatore existiert und sei nach dem Sieg lediglich umbenannt worden.
- Eine zweite Legende bezieht sich auf den Transfer der Gebeine des heiligen Zenobius von San Lorenzo nach Santa Reparata, der hier auf die Zeit um 430 datiert wird; auch bei dieser Legende muss die Kirche zuvor existiert haben.

Diese zweite Legende ist für die Datierung des Gebäudes wesentlich. Die Überlieferung zum Transfer des Stadtpatrons im 5. Jahrhundert stammt von Bischof Andreas, der am Ende des 9. Jahrhunderts lebte, und der sie wiederum dem heiligen Simplicianus zuschreibt, der 397 bis etwa 400 der Nachfolger des Kirchenlehrers Ambrosius als Bischof von Mailand war, und der – Bischof Andreas folgend – eine Biografie des heiligen Zenobius geschrieben haben soll (was von der Chronologie her nicht möglich ist – das, was heute als jene Biografie des heiligen Zenobius vorliegt, ist eine Fälschung aus der Zeit um 1130).
Trotz fehlender Belege wird der Transfer der Reliquie – basierend auf Andreas’ Bericht, der zumindest den Fakt des Transfers enthält – von den meisten Historikern ins 9. Jahrhundert datiert. Die Signoria von Florenz akzeptierte 1353 dann die Version, dass die Kirche zu Ehren der heiligen Reparata errichtet worden sei.

## Ausgrabungen

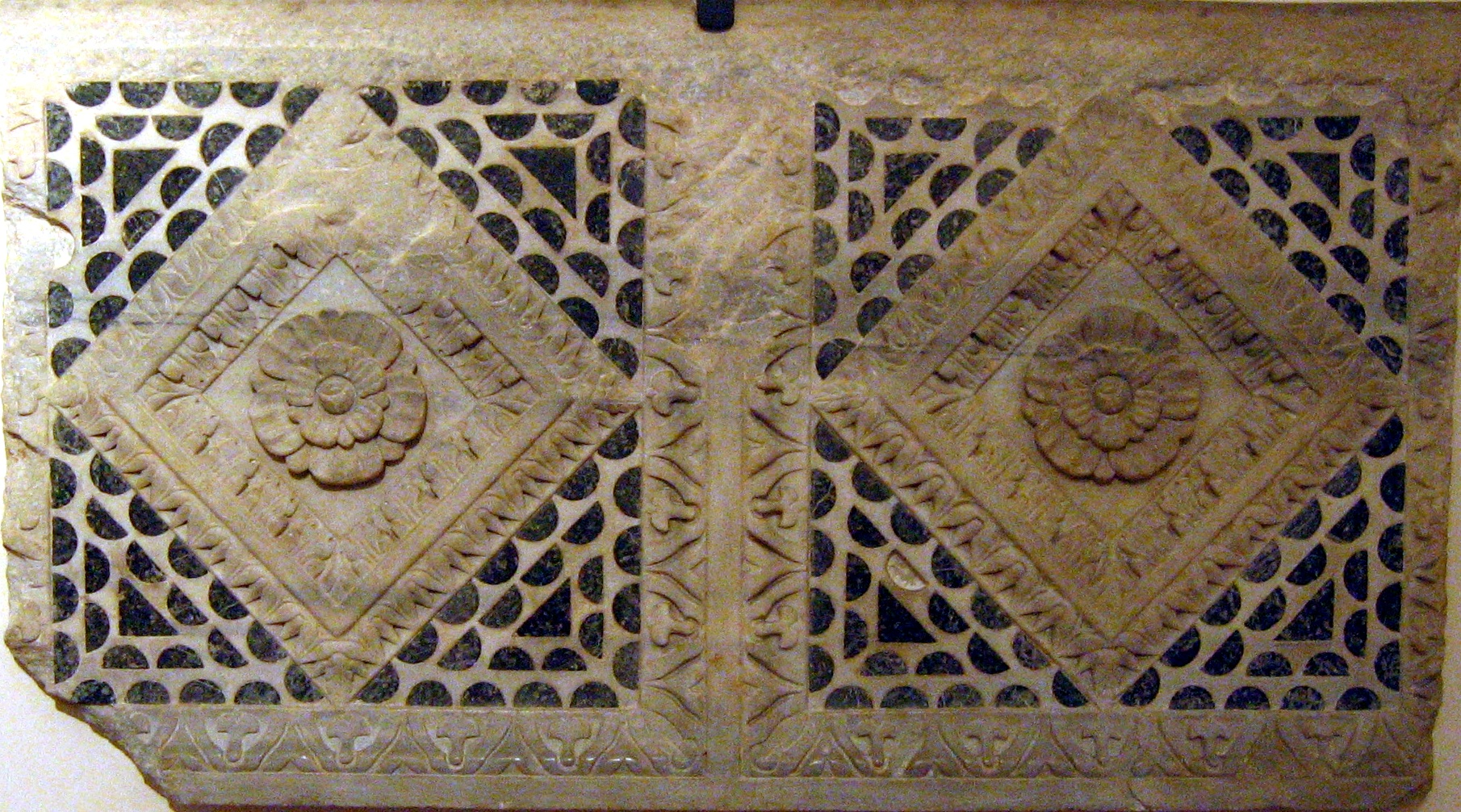
Das Taufbecken aus Santa Reparata (Museo dell'Opera del Duomo, Florenz)

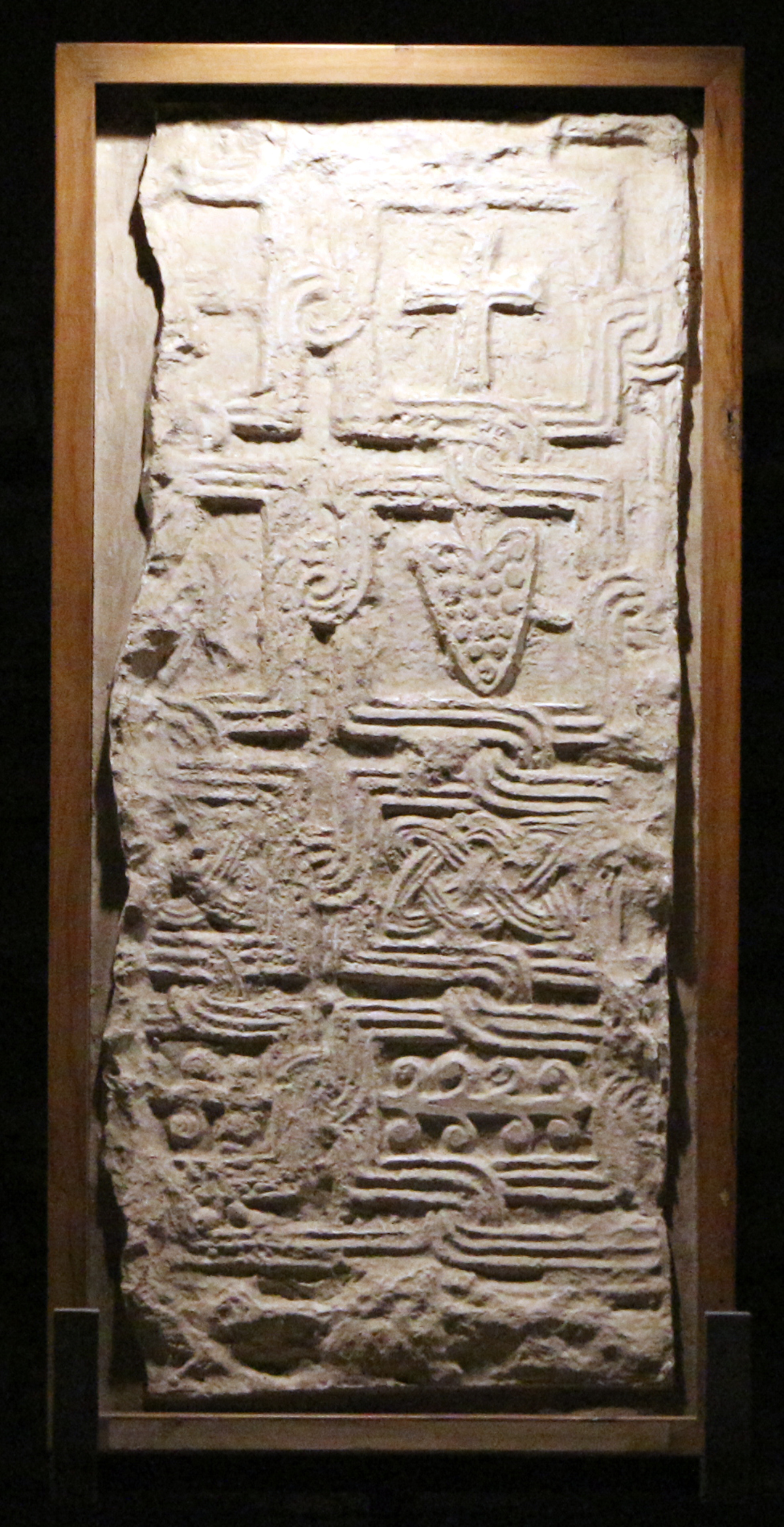
Gemeisselte Reste der Kirche

Zwischen 1965 und 1974 gab es sechs Ausgrabungskampagnen zu Santa Reparata. Die letzte Ausgrabung zwischen dem Baptisterium und der Treppe des Duomo wurde 1971/1972 durchgeführt. Die Entdeckung der Reste von Santa Reparata lieferte die deutlichsten Belege für die frühchristliche Zeit in Florenz, die zuvor nur unzureichend dokumentiert war, darin inbegriffen die Ausgrabungen in Santa Felicita (1948), Paulinus von Mailands Bericht über die Basilica di San Lorenzo in seiner Biografie des heiligen Ambrosius von Mailand, sowie einige Grabsteine und Sarkophage.
Es ergab sich folgende Schichtung:
- 2,70 m über dem römischen Boden – und damit etwa einen Meter über dem Straßenniveau – befindet sich der Marmorboden von Santa Maria del Fiore.
- Auf 1,90 m Höhe liegt rauer Pflasterstein; dies ist der oberste Boden, der von Santa Reparata erhalten blieb; zwischen dem Pflasterstein und dem Marmorboden findet sich nur einfaches Füllmaterial.
- Auf 1,05 m sind Reste eines Bodens aus Ziegelsteinen; dieser Boden deutet auf einen Neubau vor dem Konzil von Florenz des Jahres 1055 hin.
- Auf 50 cm liegen Marmor- und Steinplatten, die mit rotem Lehm durchsetzt sind; diese Platten datieren aus dem Wiederaufbau von Santa Reparata in der karolingisch-ottonischen Zeit.
- 30 cm über dem römischen Boden befindet sich ein Mosaikboden, der unter anderem einen Pfau zeigt.
- Der römische Boden selbst ist aus Opus signinum. Bei Ausgrabungen in den Jahren 1912 bis 1915 wurden unterhalb des Baptisteriums auf dem gleichen Niveau römische Mosaiken aus dem 1. Jahrhundert gefunden.

Die Ausgrabungen wurden von Franklin Toker (Kanada) und da Morozzi untersucht und die Resultate publiziert. Toker gründet seine Ergebnisse auf Arbeiten, die unter der Leitung des Archäologen E. Galli in den ersten beiden Jahrzehnten des 19. Jahrhunderts vorgenommen wurden, und führt dessen vergleichende Studien anhand von Gräbern, die in der Umgebung der Baptisteriums gefunden worden waren, fort. Diese Gräber sind nicht mehr greifbar, doch Galli veröffentlichte einen Bericht über seine Forschungen. In Tokers Schlussfolgerungen fand Busignani einige Widersprüche und versah die Datierung der Niveaus anhand der Gräber mit Fragezeichen. Es ist sicherer, die Datierung anhand von Münzen vorzunehmen, die bei den Ausgrabungen in Santa Reparata gefunden wurden.
Alle Münzen, die in der römischen Schicht gefunden wurden, gehören der Zeit der Kaiser Gordianus III. (238–244) und Honorius (395–423) an. Zudem gibt es ein Glasobjekt, ein S-förmiger Becher, der in einem Grab gefunden wurde, das wiederum in den Mosaikboden der Basilika eingefügt war, und daher später als das Mosaik selbst datiert wird. Ein Vergleich mit analogen Funden, deren Datierung sicherer ist, ergibt für den Becher spätestens das Ende des 7. Jahrhunderts. Dies führt zu dem Schluss, dass die römische Schicht spätestens aus dem 4. Jahrhundert stammt, und dass der geflieste Boden am Ende des 7. oder 8. Jahrhunderts bereits reparaturbedürftig war, da das Glasobjekt in einem Grab gefunden wurde, für das eine Stelle gewählt worden war, an der der Boden bereits Löcher hatte. Dies ist nach Busignani ausreichend, um den Bau der Basilika ans Ende des 4. Jahrhunderts zu setzen oder in die ersten Jahrzehnte des 5. Jahrhunderts – nach dem Sieg der Römer über die Ostgoten.

### Grundriss der ersten Kirche

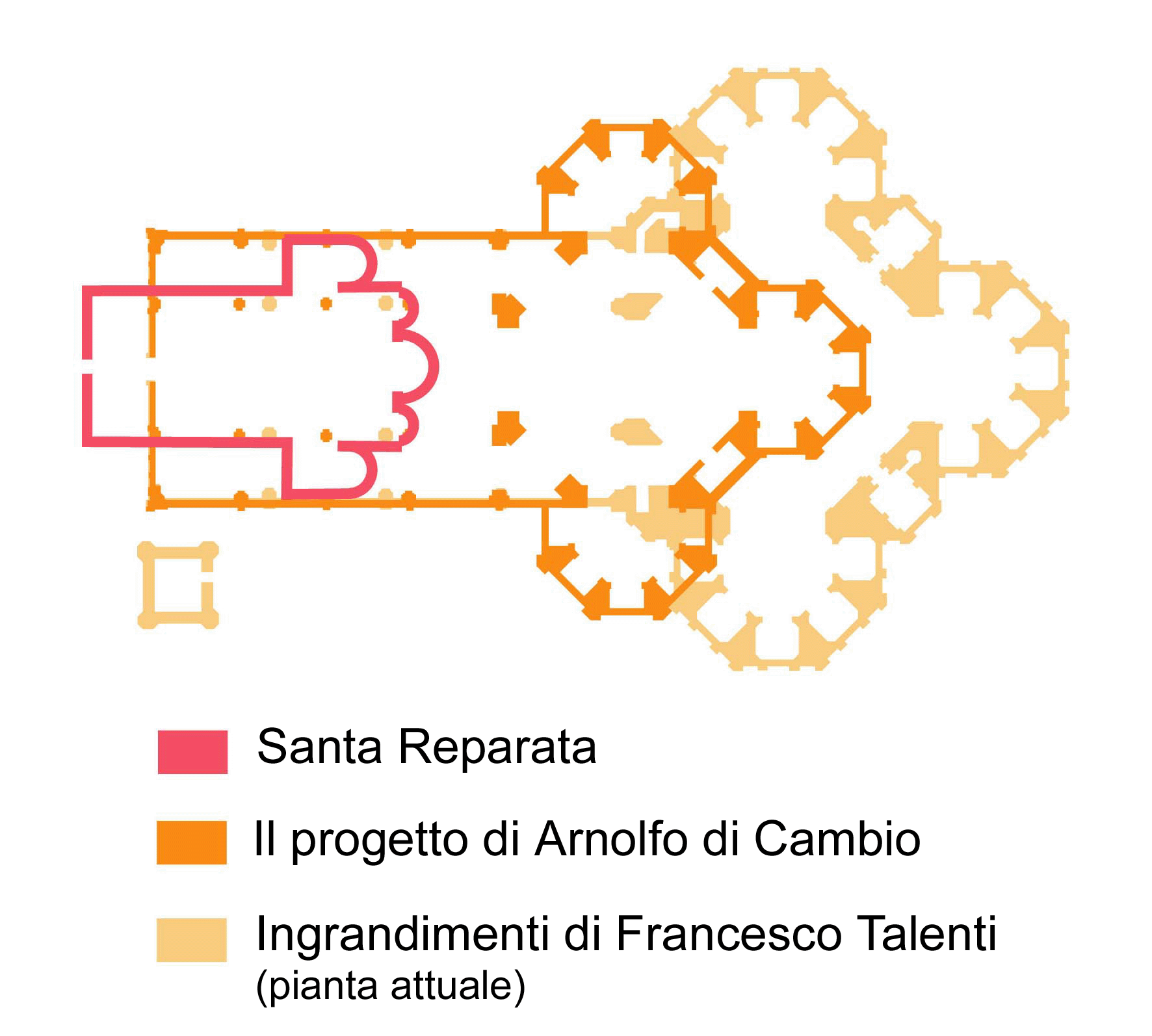
Die Grundrisse von Santa Reparata und Santa Maria del Fiore

Die Ausgrabungen haben einiges Licht auf den Grundriss der ersten Kirche, die mit dem großen Mosaik, geworfen. Auch die späteren Änderungen, die im Rahmen von Umbauten und Wiederherstellungen erfolgten, richteten sich nach diesem Plan. In ihrem Ursprung war Santa Reparata eine Basilika mit drei Schiffen, die durch vierzehn Säulenpaare voneinander getrennt waren. Sie hatte eine halbkreisförmige Apsis, die durch die typische Ikonographie der Zeit des Kaisers Konstantin auf das Ende des 4. Jahrhunderts datiert werden konnte. In Florenz finden sich Arbeiten mit einer Ikonographie aus dieser Zeit in Santa Felicita und vermutlich auch in San Lorenzo.
Es ist nicht sicher, ob die Säulen Gewölbe oder ein Gebälk trugen; der Abstand zwischen den Säulen von 3,19 m macht jedoch ein Gewölbe wahrscheinlicher. Nicht die gesamte Basilika wurde ausgegraben, lediglich der erste Teil, etwa vier Säulenpaaren entsprechend, unterhalb des Domplatzes und der Treppe von Santa Maria del Fiore gelegen, konnte bislang freigelegt werden.

### Abmessungen
Die Aussage zur Größe der Kirche basiert auf den Fundamenten und Arkaden der Front von Santa Reparata, die 13 Meter vor der heutigen Fassade des Duomo gefunden wurden. Einschließlich dieses Teils scheint Santa Reparata bemerkenswerte Ausmaße gehabt zu haben: innen 58,5 Meter lang, Apsis eingeschlossen, 25 bis 26 Meter breit an der schrägen Nordmauer. Zum Vergleich: Santa Maria del Fiore ist 153 Meter lang, rund 38 Meter breit, das Querschiff misst 90 Meter, die Höhe an der Laterne 86,7 Meter.

### Der Mosaikboden

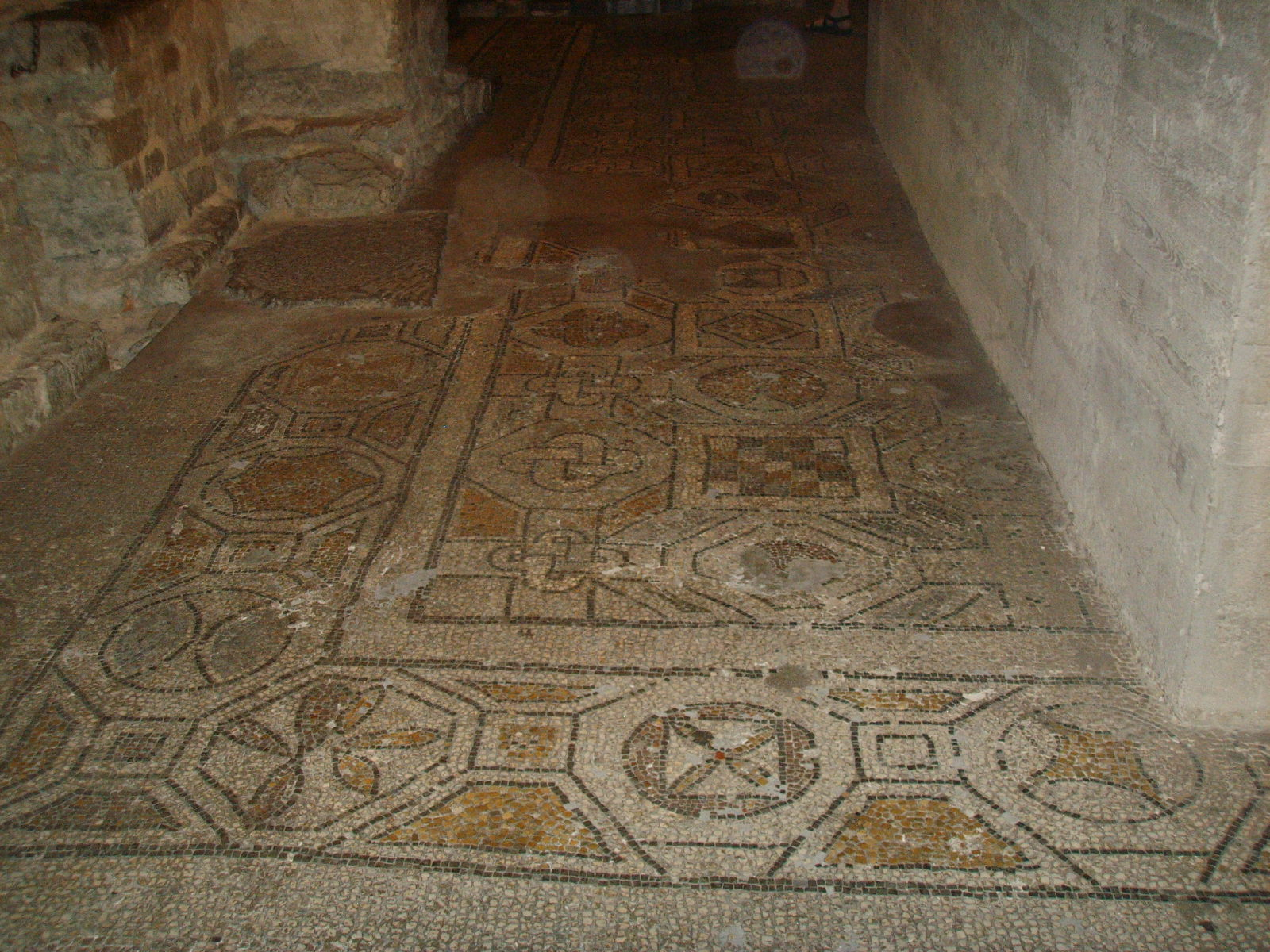
Mosaikboden

Der bedeutendste Fund ist das große Mosaik, mit dem der Boden der Basilika ausgelegt war, und das sich im linken Längsschiff, im größten Teil des Mittelschiffs und auch im rechten Längsschiff befand. Es gibt unterschiedliche Muster nebeneinander, darunter – außer den üblichen vierblättrigen Rosetten und dem Salomonsknoten in Kreisen und Achtecken, begleitet von christlicher Symbolik wie dem Kreuz und dem Kelch – die ungewöhnlich verschlungenen Wappen mit dazwischen eingelegten Rauten, die den größten Teil des Mittelschiffs ausmachen, und darin wiederum ein Epigraph mit den Namen von 14 Sponsoren. Von bemerkenswerter Qualität ist das Abbild eines Pfaus neben dem Emblem in der Mitte des Felds mit dem Namen des Stifters Obsequentius.
Der nordafrikanische Einfluss im Stil des Mosaiks kann durch die Tatsache erklärt werden, dass diese Kultur nicht nur in Sizilien, sondern im gesamten östlichen Mittelmeerraum präsent war, vor allem in Syrien, das wiederum enge wirtschaftlichen Verbindungen zu Florenz hatte. Die Motive des Mosaiks gehören zum üblichen Repertoire der Zeit im Römischen Reich (den Salomonsknoten gibt es in Florenz auch in den Mosaiken der Bauwerke unterhalb des Baptisteriums), und das Nebeneinanderstellen der verschiedenen Elemente findet sich in vielen anderen Beispielen rund um die Adria.

## Florenz im 4. Jahrhundert
Aus den Einschätzungen des gefundenen Materials kann man die Hypothese ableiten, dass das Mosaik aus dem 4. bis 6. Jahrhundert stammt, wobei erforderlich ist, diese Hypothese an den historischen Fakten entlangzuführen. Hierzu gibt es die Ansicht, dass Florenz Ende des 4. Jahrhunderts so sehr in eine Zeit des Niedergangs geriet, dass der Bau einer Kirche wie Santa Reparata oder des Baptisteriums überhaupt nicht mehr möglich war, eine Phase, die bis ins 6. oder 7. Jahrhundert andauerte. Das Baptisterium wird hier der Zeit der Langobarden zugerechnet, weil es Johannes dem Täufer geweiht war. Die Existenz einer derartigen Zeit der Dekadenz ist jedoch umstritten, da Florenz durch die Verwaltungsreform Diokletians (284–305) Hauptstadt einer großen Provinz wurde, die aus der heutigen Toskana und Umbrien bestand, und ab etwa 315 Sitz eines Bischofs war.
Die Stadt war auf jeden Fall von so großer Bedeutung, auch wegen ihrer strategischen Position am Übergang der Via Cassia (bzw. Via Clodia) über den Arno, dass die Zentralverwaltung sie sicher nicht vernachlässigte. Der Forscher Lopes Pegna führt an, dass das halbe 4. Jahrhundert über die Wohlhabenden die Stadt verließen, um übermäßige Steuerlasten zu vermeiden und sich gegen Finanzbeamte zu wehren, die für das Steueraufkommen persönlich verantwortlich waren: die reichen Städter zogen sich aufs Land zurück und überließen ihre Stadtvillen dem Verfall. Häuser wie jenes, das man unterhalb des Baptisteriums gefunden hat, so Lopes Pegna, waren vermutlich von Plebejern besetzt, kleinen Handwerkern oder Händlern. Zudem stand dieses spezielle Gebäude zur Zeit der Angriffe der Ostgoten in der Nähe der Porta ad aquilonem und war daher besonders starken Angriffen und Verwüstungen durch die Eindringlinge ausgesetzt, die im August 405 oder 406 insbesondere dieses nördliche Stadttor attackierten.
Hierzu wendet Busignani ein, dass es unverständlich sei, wieso die Ostgoten ihre Angriffe auf das Nordtor hätten konzentrieren sollen. Es ist jedoch bekannt, dass die Ostgoten ihre Armee in drei Säulen aufgeteilt hatten, von denen zwei auf den Hügeln von Fiesole lagerten, während die dritte Florenz belagerte und von allen Seiten angriff. Ausgrabungen in den Jahren 1971 und 1972 haben ergeben, dass die Stadtmauern zwischen der Porta da aquilonem und Santa Maria al Fiore bereits in der Kaiserzeit verfallen waren; diese Entdeckung bedeutet, dass die Stadtbefestigung erneuert werden musste, was in der zweiten Hälfte des 4. Jahrhunderts geschah, als die Völkerwanderung für Florenz zur Bedrohung wurde. So muss dann auch die Situation gewesen sein, als Ambrosius, der Bischof von Mailand, 393 nach Florenz kam, und die Basilika San Lorenzo außerhalb der Porta ad aquilonem vorfand.
Der Sieg über Radagaisus wird Florenz neue Impulse gegeben haben; die Christianisierung der Stadt kam voran, und in den Jahren nach dem Sieg wurden mit neuem Eifer religiöse Bauwerke errichtet. Nach Busignani müssen die neue große Basilika und das Baptisterium davor in einer gemeinsamen Anstrengung gebaut worden sein, die gut funktionierende Strukturen innerhalb der Stadt erforderte. Die Waffenruhe dauerte rund eineinhalb Jahrhunderte bis zu den Kriegen zwischen den Griechen und den Goten, der aber auch der Stadt keinen großen Schaden zufügte, da der bewaffnete Zusammenstoß bei Scarperia im Mugello stattfand.
Es ist sicher, dass von der Mitte des Jahrhunderts an, also in der Zeit zwischen Stilicho und Radagaisus auf der einen sowie Justinian I. und Totila auf der anderen Seite, die Bevölkerung von Florenz – wie im Übrigen im gesamten Italien – eine zunehmende und schwerwiegende Verarmung erlebte. Diese Verarmung, die nach Radagaisus‘ Fall begann, bestätigt die vorzeitige Datierung der Basilika und des Baptisteriums. Nach Busignani ist die Architektur des Baptisteriums so untypisch, dass sie ohne den engen Zusammenhang mit der klassischen römischen Architektur nicht erklärt werden könne. Zudem gebiete die Logik, dass die Basilika älter sein müsse als die Taufkirche, so dass eine Datierung in Zusammenhang mit dem Sieg von 405/406 zwingend werde.

## Erster Neubau nach den Gotenkriegen
Die Gotenkriege gingen 554 zu Ende und ließen Florenz in einem miserablen Zustand zurück. Unter den Langobarden verlor die Stadt ihre Vormachtstellung in der Toskana zugunsten Luccas, während der ständige Gegner Fiesole erstarkte. Die Überlieferung weist Karl dem Großen die Wiederherstellung der Stadt zu, wobei es korrekter wäre, von einer Wiedergeburt zu sprechen. Der Neubau Santa Reparatas ist dieser Zeit zuzurechnen.
Die Ausgrabungen haben eine neue Basilika oberhalb der frühchristlichen Kirche zu Tage gefördert, deren Charakteristik sich von der alten Kirche stark unterscheidet. Der Umfang ist der gleiche, allerdings wurden teilweise neue Außenwände auf die alten Mauern gesetzt. Die Änderungen gegenüber der alten Basilika sind:
- Statt der 14 Säulenpaare wurden 7 Paare von Wandpfeilern gebaut
- zwei Kapellen wurden in die Seiten der Apsis eingesetzt, die sehr nach einem Querschiff aussehen; hier ist der Abstand zwischen den Wandpfeilern vergrößert, was ebenfalls den Eindruck eines Querschiffs entstehen lässt
- die Ausgrabung der Apsis offenbarte die Anlage einer Krypta

Nach den strukturellen Änderungen des 8./9. Jahrhunderts repräsentierte Santa Reparata einen Abschnitt eines neuen Typs Architektur, die sich von der frühchristlichen Architektur vor allem durch eine Struktur ähnlich einem Querschiff unterscheidet (siehe Textbox). Auch der Bau der Krypta entspricht dem Stil und dem Märtyrer- und Heiligenkult der Zeit: vermutlich wurden damals die Knochen des Stadtpatrons Zenobius hierher transferiert.
Mit den Reliquien wurde wohl auch der Bischofssitz von San Lorenzo nach Santa Reparata verlegt. Es ist jedoch unbekannt, ob der Transfer in der Zeit des Bischofs Andreas (869–890) geschah, wie manchmal angegeben wird. Es ist belegt, dass Andreas den Altar der heiligen Reparata weihte, was die karolingische Chronologie der zweiten Kirche unterstützt.

## 9. oder 10. Jahrhundert: zwei Türme werden gebaut
Vermutlich im 9. oder (weniger wahrscheinlich nach Busignani) im 10. Jahrhundert wurden zwei Türme oder Campaniles seitlich an die Apsis angebaut, deren massive Fundamente bei den Ausgrabungen gefunden wurden. Es ist anzunehmen, dass die Türme Verteidigungsfunktionen hatten, da im 10. Jahrhundert die Ungarn häufig Überfälle auf die Toskana verübten. In Norditalien wurde diese Konstruktion nur am Ende des 10. Jahrhunderts gewählt, in Frankreich, der Schweiz und Deutschland ist sie bis ins erste Viertel des 11. Jahrhunderts bezeugt, und dies sind die Beispiele, die die Konstrukteure nachahmten.

## Umbauten im Vorfeld des Konzils von Florenz
Am 4. Juni 1055 eröffnete Papst Viktor II. in Santa Reparata das erste Konzil von Florenz, zu dem 120 Bischöfe und Kaiser Heinrich III. in die Stadt gekommen waren. Gerhard von Burgund († 1061) war seit zehn Jahren Bischof von Florenz und wurde 1058 als Nikolaus II. Papst, ohne die Diözese Florenz aufzugeben. Es scheint so, dass im Vorfeld dieses Konzils einige Umbauten vorgenommen wurden:
- Die Krypta wurde erweitert
- Zwei Apsiden wurden seitlich an die zentrale Apsis angefügt
- Eine Arkade wurde gebaut, zu der die Fundamente von acht Pilastern oder Säulen etwa 13 Meter westlich der Fassade von Santa Maria del Fiore gefunden wurden

Papst Nikolaus II., der sich ab November 1059 in Florenz aufhielt, weihte die neugebauten Kirchen Santa Felicita und San Lorenzo, es liegt jedoch kein Beweis vor, dass er auch Santa Reparata geweiht hat. Bezüglich des Baptisteriums gibt es eine Inschrift aus dem 17. oder 18. Jahrhundert, die berichtet, die Taufkirche sei am 6. November 1055 Johannes dem Täufer geweiht worden. Sollten die Umbauten in Bezug auf das Konzil gemacht worden sei, so ist es wahrscheinlich, dass Nikolaus II. Santa Reparata noch als Bischof von Florenz geweiht hat.
Die Apsiden sind romanisch, da ihr Konstruktionsprinzip, verglichen mit dem der beiden Türme, vor allem des südlichen, es wahrscheinlich machen, dass sie in dieser Zeit errichtet wurden. Auch die Vergrößerung der Krypta erfolgte im Stil der Romanik; die Decke wurde von Säulen getragen und bis an die beiden Kapellen an der Seite vergrößert, wo zwei Treppen hinauf zum Altarraum führten. Zu den Arkaden ist wenig bekannt, lediglich, dass ihr Bau die Strecke zwischen Santa Reparata und dem Baptisterium von 17 bis 18 auf 13 Meter reduzierte. Es ist wahrscheinlich, dass die Fassade von Santa Reparata mit mehrfarbigem Marmor verkleidet war, so wie das Baptisterium.

## Die Ersetzung durch Santa Maria del Fiore
Irgendwann im 13. Jahrhundert, sagt Villani, entsprach Santa Reparata nicht mehr den gewachsenen Ambitionen der Stadt Florenz, so dass 1293 ein Neubau beschlossen wurde. Am 8. September 1296 wurde der Grundstein für die neue Kathedrale gelegt. Zu dieser Zeit war bereits das Niveau von 1,05 m über dem römischen Boden um 85 cm aufgeschüttet und mit der abschließenden Pflasterung versehen worden, so dass die aktuelle Höhe bereits 1,90 m über dem römischen Boden lag. Der Marmorboden von Santa Maria del Fiore sollte weitere 80 cm höher liegen.
Die Beziehung der Bevölkerung zu Santa Reparata blieb jedoch vorerst ungebrochen. Noch Mitte des 14. Jahrhunderts wurde die kleine Apsis auf der rechten Seite mit einem Fresko ausgestattet, das eine Pietà zeigt. Um 1375 war der Neubau dann so weit fortgeschritten, dass der Abriss der alten Kirche erforderlich wurde.